# 10 orsaker att hata dig
10 orsaker att hata dig (engelska: 10 Things I Hate About You) är en amerikansk långfilm från 1999 i regi av Gil Junger, med Heath Ledger och Julia Stiles i huvudrollerna.

## Handling
När Cameron börjar high school förälskar han sig snabbt i den söta Bianca. Han hjälper henne med hemläxorna i franska för att få henne att bli intresserad av honom. När han ber att få gå på skolbalen med henne får han dock veta att hennes pappa har bestämt att hon inte får gå på dejt så länge Biancas syster Kat är singel. Kat är ständigt på dåligt humör och ovänlig och definitivt inte någon man vill gå på dejt med. Cameron måste också konkurrera om Biancas gunst med snyggingen Joey. Cameron kommer då på en plan: att be Patrick, som enligt ryktet har sålt sin lever för att köpa högtalare, att gå med Kat på skolbalen mot betalning.

## Om filmen
Filmen är en highschoolfilm med bland andra Heath Ledger och Julia Stiles. Handlingen baseras på William Shakespeares pjäs Så tuktas en argbigga, och referenserna till den pjäsen är otaliga:
- Pjäsen utspelas i den italienska staden Padua, här på Padua high school.
- Både i pjäsen och denna film heter systrarna Bianca och Katarina.
- Systrarnas efternamn är Stratford, efter Shakespeares födelsestad Stratford-upon-Avon.
- I pjäsen är Katarinas kavaljer Petruccho från Verona, här heter han Patrick Verona.

## Rollista
| Heath Ledger         | – Patrick Verona   |
| Julia Stiles         | – Kat Stratford    |
| Joseph Gordon-Levitt | – Cameron James    |
| Larisa Oleynik       | – Bianca Stratford |
| David Krumholtz      | – Michael          |
| Andrew Keegan        | – Joey Donner      |
| Susan May Pratt      | – Mandella         |
| Gabrielle Union      | – Chastity         |
| Larry Miller         | – Walter Stratford |
| Daryl Mitchell       | – Mr. Morgan       |
| Allison Janney       | – Ms. Perky        |
| David Leisure        | – Mr. Chapin       |
| Greg Jackson         | – Scruvy           |
| Kyle Cease           | – Bogie Lowenstien |
| Terence Heuston      | – Derek            |